# Siergiej Mylnikow
Siergiej Aleksandrowicz Mylnikow (ros. Сергей Александрович Мыльников; ur. 6 października 1958 w Czelabińsku, zm. 20 czerwca 2017 w Moskwie) – radziecki i rosyjski hokeista, bramkarz, trener. Wielokrotny członek reprezentacji hokejowej ZSRR. W 1986 otrzymał tytuł Zasłużonego Mistrza Sportu ZSRR. Mistrz Sportu ZSRR klasy międzynarodowej.

Podpis Siergieja Mylnikowa

## Życiorys
Jego rodzice pracowali w odlewni Czelabińskich Zakładów Traktorowych. Gdy miał 7 lat rozpoczął naukę w szkole hokejowej Traktora Czelabińsk, z uwagi na warunki fizyczne szkolił się na pozycji bramkarza.

### Kariera zawodnicza
W swej karierze grał w klubach:

- Traktor Czelabińsk (1976–1980)
- SKA Leningrad (1980–1983)
- Traktor Czelabińsk (1983–1989)
- Quebec Nordiques (1988–1990)
- Traktor Czelabińsk (1990–1991)
- Łokomotiw Jarosław (1991–1993)
- Säters (1993–1995)

W 1976 zadebiutował w Mistrzostwach ZSRR jako zawodnik Traktora Czelabińsk. W pierwszym sezonie w składzie tej drużyny zdobył brązowy medal Mistrzostw ZSRR.
W 1980 został powołany do odbycia służby wojskowej, przez dwa lata był graczem SKA w Leningradzie. W 1983, po zakończeniu służby w wojsku powrócił do składu drużyny Traktora. 11 grudnia 1984 rozegrał swój pierwszy mecz w reprezentacji ZSRR jako bramkarz i grał na tej pozycji przez następne cztery lata.
Jako pierwszy rosyjski bramkarz zagrał w National Hockey League. W sezonie 1989/1990 zagrał 10 meczów (1 zwycięstwo, 2 remisy i 7 porażek) w składzie Quebec Nordiques.
W 1990, po zakończeniu rocznego kontraktu, powrócił na jeden sezon do Traktora. Od połowy 1991 grał w Łokomotiwie Jarosław. W tej drużynie grał przez dwa lata, w tym samym okresie przez 6 miesięcy grał na Węgrzech. Karierę zawodniczą zakończył w szwedzkim klubie Säters, gdzie grał w latach 1993/1995.
W reprezentacji ZSRR rozegrał 19 meczów w ramach Mistrzostw Świata, Europy i Zimowych Igrzysk Olimpijskich 1988.

### Kariera trenerska
- Säters (1995–1997) – trener,
- Łada Togliatti (1997–1998) – trener,
- Krylia Sowietow (1998–1999) – trener,
- Siewierstal Czerepowiec (1999–2001)
- Witaź Podolsk (2004–2005) – trener,
- Krylia Sowietow (2007–2008) – trener,
- Awtomobilist Jekaterynburg (2011) – trener.

Po zakończeniu kariery zawodnika rozpoczął pracę trenerską. W latach 1995–1997 był trenerem Saters, potem od 1997 do 1998 trenował Ładę Togliatti. W latach 1998–1999 był głównym trenerem Krylii Sowietow w Moskwie. W 1999 został opiekunem Siewierstali Czerepowiec i był nim do 2001. Z tym klubem uzyskał tytuł mistrza Rosji.
W latach 2004–2005 był trenerem klubu Witaź Podolsk w Czechowie. Trener drużyny „Skrzydła Sowietów” w Moskwie w latach 2007–2008. W 2011 został trenerem Awtomobilista Jekaterynburg.
W ostatnich latach życia grał w drużynie „Legendy hokeja ZSRR”. Działał na rzecz rozwoju hokeja amatorskiego. W 1988 został odznaczony Orderem „Znak Honoru”.
Zmarł 20 czerwca 2017 w Moskwie. Został pochowany na Cmentarzu Trojekurowskim w Moskwie.

## Sukcesy
Reprezentacyjne:

 Mistrz świata młodzieży 1977 i 1978,

 Trzykrotny Mistrz świata:1986, 1989 (najlepszy bramkarz w statystykach) i 1990,

 Czterokrotny Mistrz Europy:1985, 1986, 1987 i 1989,

 Złoty medal olimpijski w Calgary 1988.
Klubowe:

 Brązowy medalista 1976,

 Srebrny medalista 1987,

 Brązowy medalista 1985.

## Życie prywatne
Był żonaty z Iriną, miał dwóch synów - Dmitrija i Siergieja - również bramkarzy.